# Thecla conchylium
Thecla conchylium är en fjärilsart som beskrevs av Druce 1907. Thecla conchylium ingår i släktet Thecla och familjen juvelvingar. Inga underarter finns listade i Catalogue of Life.